# This Is My Story
This Is My Story: Volume One — заключительный сборник американской джазовой певицы Дины Вашингтон, выпущенный в апреле 1963 года лейблом Mercury Records. 
Рецензент Dusty Groove характеризовал пластинку как «классный сборник, в которую входит альбом с новыми записями старых хитов Дины Вашингтон, записанных в 1961 году при поддержке Куинси Джонса, и ещё одна пластинка, на которой представлены некоторые из лучших песен Дины с Mercury конца 50—х и начала 60—х годов».

## Список композиций
Данные песен приведены согласно Discogs
| №                   | Название                       | Автор(ы)                               | Длительность |
| ------------------- | ------------------------------ | -------------------------------------- | ------------ |
| 1.                  | «Salty Papa Blues»             | Леонард Физер                          | 2:26         |
| 2.                  | «Mixed Emotions»               | Стюарт Локхейм                         | 2:51         |
| 3.                  | «Time out for Tears»           | Абе Шифф, Ирвинг Берман                | 2:54         |
| 4.                  | «I Wanna Be Loved»             | Билли Роуз, Эдвард Хейман, Джонни Грин | 2:40         |
| 5.                  | «Trust in Me»                  | Нед Уэвер, Милтон Эджер, Жан Шварц     | 2:59         |
| 6.                  | «Mad About the Boy»            | Ноэл Кауард                            | 2:45         |
| 7.                  | «September in the Rain»        | Эл Дубин, Гарри Уоррен                 | 2:05         |
| 8.                  | «This Bitter Earth»            | Клайд Отис                             | 2:25         |
| 9.                  | «Such a Night»                 | Линкольн Чейз                          | 2:25         |
| 10.                 | «If I Loved You»               | Оскар Хаммерстайн II, Ричард Роджерс   | 2:23         |
| 11.                 | «Harbor Lights»                | Хью Уильямс, Джимми Кеннеди            | 2:30         |
| 12.                 | «What a Diff’rence a Day Made» | Мария Гревер, Стэнли Адамс             | 2:35         |
| Общая длительность: | Общая длительность:            | Общая длительность:                    | 29:58        |